# بقاء الطفل
بقاء الأطفال هو أحد مجالات علم الصحة العامة المعني بتقليل معدل وفيات الأطفال. صُممت أنشطة مجال بقاء الأطفال لمعالجة الأسباب الأكثر شيوعًا لوفيات الأطفال، والتي من بينها الإسهال والالتهاب الرئوي الحاد والملاريا وحالات حديثي الولادة. حيث يموت ما يقدر بـ 9.2 مليون طفل من الأطفال تحت سن الخامسة فقط كل عام بسبب هذه الأمراض التي يمكن الوقاية منها. ووفقًا لتقييم أجرته منظمة اليونيسيف ، فيمكن منع موت مليون طفل سنويًا بتكلفة مليار دولار أمريكي سنويًا (أي بمتوسط 1000 دولار أمريكي لكل طفل). 

نشرت الجريدة الطبية البريطانية لانسيت سلسلة من خمس مقالات نقلت على نطاق واسع تحدد الوضع الحالي لبقاء الأطفال، بما في ذلك التحديات والحلول الممكنة، ويشار إليها عادة باسم «سلسلة لانسيت لبقاء الأطفال». تحدد السلسلة عددًا من أنشطة مجال بقاء الأطفال التي ثبت علميًا مساهمتها في تقليل وفيات الأطفال، والتي من بينها المعالجة بالإمهاء الفموي، والنوم تحت الناموسيةالمعالجة بمبيدات الحشرات، ومكملات فيتامين ألف، والعلاج المجتمعي بالمضادات الحيوية للالتهاب الرئوي الحاد. تشمل الوكالات التي تشجع وتنفذ أنشطة بقاء الأطفال عالميًااليونيسيف والمنظمات غير الحكومية وتشمل الجهات المانحة الرئيسية لبقاء الأطفال في جميع أنحاء العالم البنك الدولي، ووزارة التنمية الدولية البريطانية، والوكالة الكندية للتنمية الدولية، والوكالة الأمريكية للتنمية الدولية. تنتمي معظم وكالات بقاء الأطفال غير الحكومية في الولايات المتحدة لجماعة CORE، وهي ائتلاف يعمل من خلال الإجراءات التعاونية لإنقاذ حياة صغار الأطفال في دول العالم الأكثر فقرًا.
تتماشى إستراتيجيات وأنشطة بقاء الطفل مع الأهداف الإنمائية للألفية رقم 4 والتي تركز على الحد من وفيات الأطفال بنسبة 2/3 من الأطفال دون سن الخامسة قبل عام 2015. بالنسبة لدول إفريقيا والكاريبي والمحيط الهادئ، تتدخل المفوضية الأوروبية (EC) بالأموال والإمكانيات الفنية لمساعدة هذه الدول في تعزيز خدمات التحصين لديهم من خلال مشروع يسمى EU-PRIME والذي يعتبر وليد اتفاقية كوتونو. ويتمثل الهدف العام من المشروع في الحد من الإصابة بالأمراض التي يمكن الوقاية منها باللقاحات (VPDs) وتجنب آثارها في هذه الدول.
يموت ما يقرب من 10 ملايين طفل تحت سن الخامسة كل عام، ومعظمهم نتيجة الإصابة بأمراض يمكن علاجها والوقاية منها. فتجد أنه يموت حوالي 27000 طفل كل يوم نتيجة الإصابة بأمراض مثل الالتهاب الرئوي والإسهال وحدوث مضاعفات أثناء الولادة. ويعتبر سوء التغذية عاملاً أساسيًا في وفاة ما يزيد عن نصف هذه النسبة. وبالمثل، يموت 4 ملايين طفل من حديثي الولادة في أول أربعة أسابيع من العمر (أي 40 بالمائة من الوفيات تحت سن الخامسة). وتحدث 98 بالمائة من وفيات تحت سن الخامسة في 42 دولة من الدول النامية فقط.
يمكن للتدخلات التي ثبتت فعاليتها من حيث التكلفة إنقاذ أرواح الملايين من الأطفال كل عام. فتدخلات التحصين لا تزال لا تصل إلى 30 مليون طفل، على الرغم من نجاح التحصينات في الحد من مرض شلل الأطفال والكزاز والحصبة. غير أن أمراض الحصبة والكزاز لا تزال تتسبب في وفاة مليون طفل تحت سن الخامسة كل عام. تكلف مكملات فيتامين ألف 0.02 سنت أمريكيًا فقط لكل كبسولة وإعطاؤه 2 ـ3 مرات في العام يمنع الإصابة بالعمى والوفاة. وعلى الرغم من أن مكملات فيتامين ألف أنقذت ما يقدر بنحو 2.3 مليون طفل بين عامي 1999 و 2004، إلا أنه لا يحصل على هذه العلاجات في الدول الفقيرة سوى نصف الأطفال الصغار. فتجد أنه يصاب ما بين 250000 و500000 طفل بالعمى كل عام، و70 بالمائة منهم يموتون في غضون 12 شهرًا. المعالجة بالإمهاء الفموي (ORT) ساعدت في التقليل من الوفيات بسبب الإسهال إلى النصف، مما أنقذ ما يقدر بمليون طفل سنويًا، إلا أنه لا يزال يموت أكثر من مليوني طفل كل عام من أسباب متعلقة بالإسهال.
من الممكن إنقاذ حياة 3 ملايين طفل من حديثي الولادة سنويًا من خلال الرعاية الضرورية لحديثي الولادة التي تشمل تحصين الأمهات ضد الكزاز، وضمان ممارسات الولادة النظيفة في بيئة صحية للولادة، وتجفيف وتغطية الطفل بعد ولادته فورًا، وتوفير الدفء اللازم، وتشجيع الرضاعة الطبيعية الفورية والمستمرة، والتحصين، وعلاج الالتهابات بالمضادات الحيوية. كما يمكن أن يقلل تحسين الصرف الصحي والحصول على مياه شرب نظيفة من العدوى بين الأطفال والإصابة بالإسهال. إن أكثر من 40 بالمائة من سكان العالم لا يحصلون على خدمات الصرف الصحي الأساسية، وأكثر من مليار شخص يستخدمون مصادر غير آمنة لمياه الشرب.
في عرض تقديمي بمؤتمر تيد يظهر هنا نسخة محفوظة 1 مارس 2014 على موقع واي باك مشين.، قدّم هانس روسلينج توزيعًا لمعدل التغير في بقاء الأطفال لعدة دول على مدار عقود قليلة مع عوامل أخرى مثل معدل الخصوبة وتوزيع الدخل، فالتغير في التوزيع يبين وجود علاقة قوية بين بقاء الأطفال وتوزيع الدخل وكذلك معدل الخصوبة، حيث تسمح الزيادة في بقاء الأطفال بزيادة متوسط الدخل وكذلك انخفاض معدل الخصوبة.

## كتابات أخرى
- تتوفر تحديثات فنية على الموقع www.childsurvival.net